# Reconquête du Xinjiang par la dynastie Qing
Ne doit pas être confondu avec Guerre Dzoungar-Qing.
La reconquête du Xinjiang par la dynastie Qing est la campagne militaire qui permet à la Dynastie Qing, dynastie de Mandchous qui règne sur la Chine, de reconquérir le Xinjiang après la Révolte des Dounganes, à la fin du XIXe siècle. Après que le Xinjiang ait passé un siècle sous le contrôle de la dynastie Qing (en), l'aventurier Tajik Yaqub Beg conquiert la plus grande partie de la région pendant la Révolte des Dounganes, mais il finit par être vaincu par le Général Zuo Zongtang.
Par la suite, les Qing récupèrent la région de l’Ili après des négociations diplomatiques avec l'Empire russe, mais en contrepartie la Chine doit donner à la Russie tous les territoires situés à l’ouest de la rivière Khorgos soit plus de 70 000 km2. Ces modifications frontalières sont validées par la signature du traité de Saint-Pétersbourg en 1881. Le Xinjiang est converti en province en 1884.

## Histoire
C'est pendant le règne de l'empereur Qianlong que la dynastie Qing conquiert le Xinjiang après avoir vaincu le Khanat Dzungar à la fin des années 1750. Cependant, la Chine des Qing connait un affaiblissement et un lent déclin tout au long du XIXe siècle, qui s’accélère après les guerres de l'opium. Une révolte majeure connue sous le nom de Révolte des Dounganes éclate dans les années 1860 et 1870 dans le nord-ouest de la Chine, ce qui se traduit par une perte du contrôle quasi totale du Xinjiang par les Qing, sauf dans quelques villes, comme Tacheng. Profitant de cette révolte, Yakub Beg, le commandant en chef de l'armée de Kokand, occupe la majeure partie du Xinjiang et se déclare émir de Kasgharie. Yakub Beg règne à l'apogée de l'ère du Grand Jeu, lorsque les empires britannique, russe et Qing sont tous en compétition pour le contrôle de l'Asie centrale. 
À la fin des années 1870, les Qing décident de reconquérir le Xinjiang et confient au général Zuo Zongtang le commandement de cette expédition militaire. Pour le seconder dans cette tâche, Zuo a sous ses ordres le général chinois Liu Jintang et le général Mandchou Jin Shun.
Lors de cette campagne, le chef mandchou Dorongga cherche à massacrer tous les musulmans qu'il croise et les considère tous comme des ennemis. A contrario, le général Zuo met en œuvre une politique de conciliation à l'égard des rebelles musulmans, offrant le pardon à ceux qui ne se sont pas rebellés et ceux qui se rendent. Il faut noter que, dans le second cas, le pardon n'est offert qu'à ceux qui ont rejoint la révolte pour des raisons religieuses. Si des rebelles aident le gouvernement à lutter contre Yaqub Beg, ils sont pardonnés et récompensés. Zuo a également expliqué au général Zhang Yao que " les Andijanis sont tyranniques envers le peuple ; les troupes gouvernementales devraient le traiter (le peuple) avec bienveillance. Les Andijanis sont avides d'extorquer au peuple ; les troupes gouvernementales devraient rectifier cela en étant généreuses". Zuo suggère également à Yao de ne pas maltraiter les Turcs musulmans originaires du Xinjiang. Pour Zuo, les principales cibles sont seulement les "partisans purs et durs" et leurs dirigeants, Yaqub Beg et Bai Yanhu. Les populations locales n'ont pas été blâmées ou maltraitées par les troupes de Zuo, un Russe a écrit que les soldats du général Liu " ont agi très judicieusement à l'égard des prisonniers qu'il a capturés... ". Par son attitude et sa manière de traiter les prisonniers et les populations locales, Zuo cherche à la rallier aux Qing et à priver Yaqub Beg de ses soutiens dans la population locale." Cette politique de conciliation est payante, car, alors que Zuo Zongtang s'installe dans le Xinjiang pour mener à bien sa mission, il est rejoint par des Douganes musulmans soufis, appartenant à l'école Khufiyya (en) et commandés par le général Ma Anliang. Par la suite, Ma Anliang et ses troupes Douganes combattent aux côtés de Zuo Zongtang contre les forces rebelles et ce, jusqu'à la fin de la campagne. En outre, le général Dong Fuxiang, qui participe également à la campagne du Xinjiang, a sous ses ordres une armée composée de Hans et de Dounganes, avec laquelle il reprend aux troupes de Yaqub Beg la ville de Kashgar et la région de Khotan,. Enfin, les généraux Cui Wei et Hua Decai, deux musulmans sunnites de l'école Gedimu (en) originaires du Shaanxi, abandonnent les rebelles pour refaire allégeance aux Qing, et rejoignent également Zuo Zongtang pour lutter avec lui contre les forces de Yaqub Beg au Xinjiang.
Dans ses écrits, rédigés plusieurs années après les faits, Yang Zengxin confirme l'utilisation de troupes musulmanes au sein de l'armée chinoise lors de cette expédition militaire et juge qu'il s'agit de troupes fiables :

« La troisième raison est qu'à l'époque où les Turcs musulmans s'étaient rebellés dans les premières années du règne de Guangxu, les « cinq divisions d'élite » furent menées au col où se trouvaient les troupes dounganes (Chinois musulmans) par le gouverneur Liu Jintang. Les commandants militaires Dounganes comme Cui Wei ou Hua Dacai, furent alors encerclés. Certains généraux se comportèrent cependant en grand mérite. Quand Cen Shuying était chargé des affaires militaires du Yunnan, les troupes et les généraux musulmans qu'il utilisait étaient composés de nombreux rebelles, et c'est grâce à eux que la rébellion musulmane du Yunnan fut pacifiée. Il existe des exemples qui démontrent que les troupes musulmanes peuvent être utilisées efficacement même quand des soulèvements musulmans sont en cours. De plus, depuis l'établissement de la République, les Dounganes n'ont pas montré le moindre signe de trahison qui pourrait suggérer qu'ils sont peu fiables. »

Lors de cette expédition, les troupes de Liu Jintang possèdent une artillerie allemande moderne, ce qui manque aux soldats de Jin Shun. Du coup ce dernier avance plus lentement en territoire ennemi. Après le bombardement du Ku-mu-ti par l'artillerie de Liu, les rebelles musulmans perdent 6 000 hommes et Bai Yanhu doit fuir pour sauver sa vie. Par la suite, les troupes Qing entrent dans Ürümqi sans rencontrer d'opposition. Zuo Zongtang écrit que les soldats de Yaqub Beg ont des armes occidentales modernes, mais qu'ils sont lâches :
« Le chef Andijani Yaqub Beg a des armes à feu assez bonnes. Il a des fusils et des canons étrangers, y compris des canons utilisant des obus explosifs [Kai Hua Pao] ; mais les siens ne sont pas aussi bons ni aussi efficaces que ceux qui sont en la possession de nos forces gouvernementales. Ses hommes ne sont pas de bons tireurs d'élite, et lorsqu'on les repousse, ils s'enfuient. »

## Déroulement de la campagne
Phase 1 : 1876 : À partir de 1874, avec la fin de la révolte des Panthay (révolte des Hui, dans la province du Yunnan, au Sud de la Chine, et la quasi-fin de la révolte des Dounganes (des Huis également, 1862 — 1877), les Mandchous ont assez de temps et de moyens disponibles pour s'occuper de Yakub Beg et du khanat qu'il s'est taillé dans le Xinjiang. En 1875, Zuo Zongtang se voit confier la responsabilité d'organiser et de commander l'expédition militaire contre Beg. Il faut beaucoup de temps pour rassembler les hommes et les fournitures nécessaires et les déplacer sur une distance de 1 300 km vers l'ouest, le long du corridor du Hexi. En août 1876, l'armée impériale arrive à Urumchi. La ville se rend rapidement et la garnison est massacrée. Le 2 septembre, les soldats Qing commencent le siège de Manas, une ville bien mieux fortifiée et défendue qu'Urumchi. Les défenseurs de la ville se rendent le 6 novembre, et la garnison quitte la ville en ordre de marche avec ses armes. Il semble qu'ils planifiaient peut-être une évasion armée, alors ils ont été attaqués et massacrés par les troupes chinoises. Tous les hommes valides du voisinage ont également été tués, mais les femmes et les enfants ont été épargnés. L'armée Qing établit probablement son quartier général à Gucheng, à environ 160 km à l'est d'Urumchi. À cette date, l'expédition militaire chinoise compte environ 50 000 hommes stationnés à Gucheng et 10 000 commandé par Chang Yao et stationné à Hami. L'armée chinoise est maintenant entraînée par des officiers français et allemands, dispose de canons Krupp, d'au moins 10 000 fusils Berdan et est approvisionnée, officieusement, par des marchands russes de Kulja. En septembre, la Russie annexe le Khanat de Kokand situé au nord-ouest de Kashgar, ce qui accroît encore plus l'isolement de Yakub Beg.

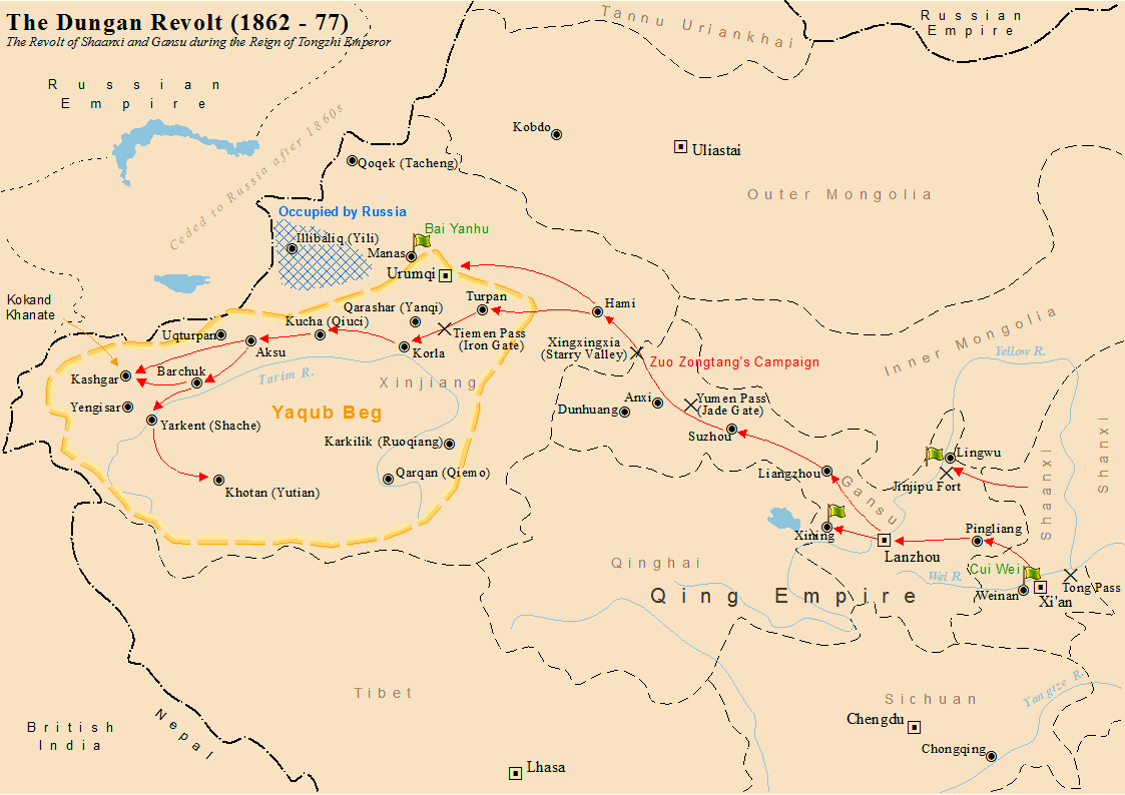
La campagne de la dynastie Qing contre Yaqub Beg et ses alliés

Phase 2 : printemps  : En septembre 1876, Yakub apprend qu'une armée chinoise se trouve à 1 100 km à l'est de sa position. Il passe l'hiver à faire des préparatifs et en février 1877, il arrive à Tourfan, où il fait construire des forts. Aleksey Kuropatkin rend visite à Yakub à Tourfan et rapporte qu'il a sous ses ordres 17 000 soldats répartis sur une grande surface, qu'il y a beaucoup de désertions et qu'Yakub a peu d'espoir. Au printemps, les Chinois attaquent le fort de Davanchi. Pendant ce temps, à la mi-avril, Chang Yao marche depuis Hami et prend Pichuan à 80 km à l'est de Tourfan. Yakub combat les Chinois près de Tourfan et perd. Il se replie sur Toksun, où il est a nouveau vaincu, avant de se retirer à Karashar, où il reste quelques jours et part pour Korla. Ce repli démoralise les troupes et il y a beaucoup de désertions au sein de son armée. En avril ou mai, Yakub rencontre Nikolaï Prjevalski près de Korla. En mai 1877, Yakub Beg meurt près de Korla, peut-être assassiné.

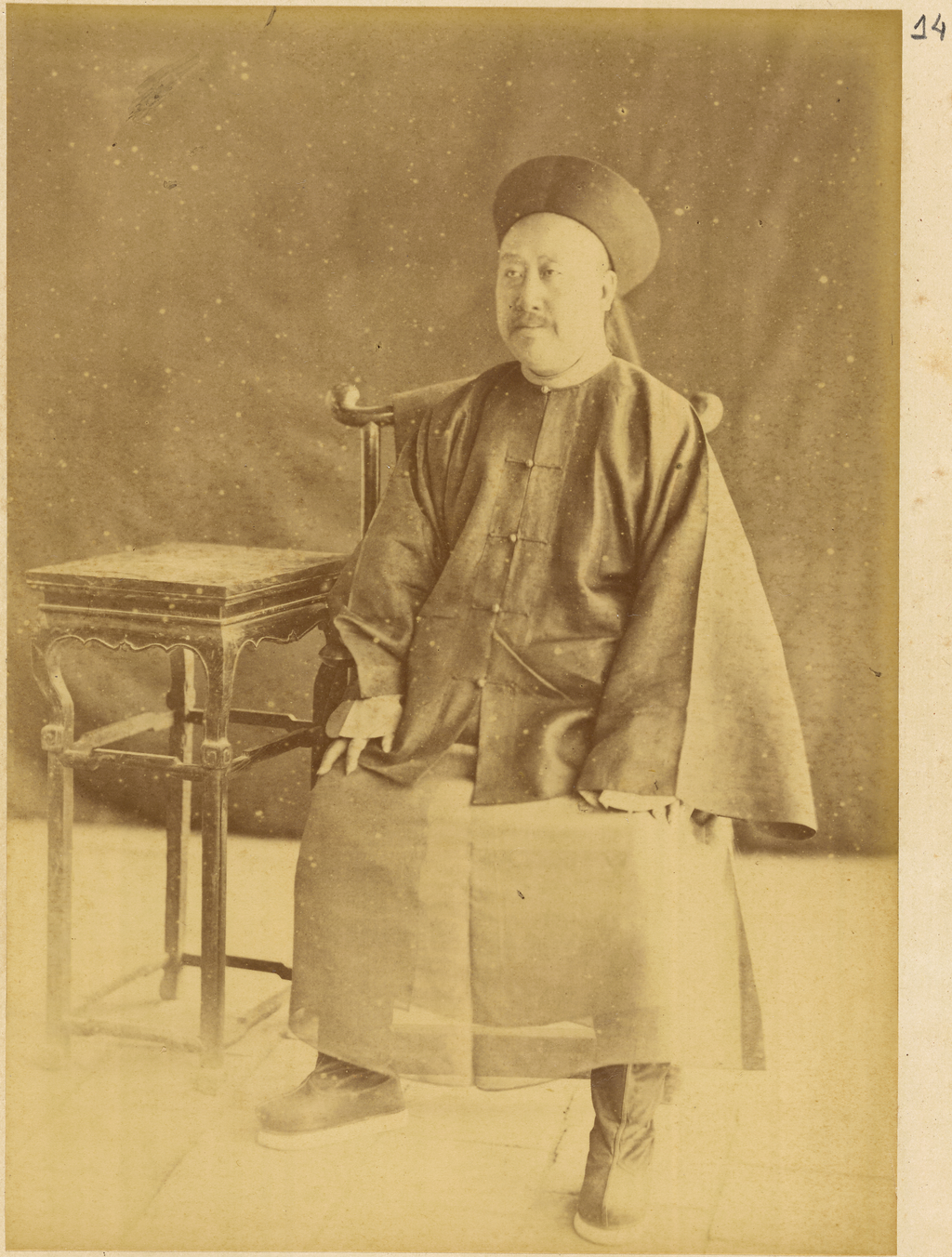
Le gouverneur militaire Qing de Hami en 1875.

Phase 3 : automne 1877 : Les Chinois s'arrêtent près de Tourfan pendant quelques mois, peut-être pour se ravitailler ou pour éviter la chaleur de l'été. La mort de Yakub Beg désorganise les rebelles et provoque divers conflits internes au sein de leurs rangs. Finalement, aucun chef n'arrive a rassembler et organiser la résistance aux Qing. En août, une avant-garde de l'armée chinoise quitte Tourfan, le gros des troupes partant le 27 septembre. Début octobre, Karachahr et Korla sont occupés. Les rebelles ont construit des digues pour détourner la rivière Kaidu et inondé une partie de Karachahr, mais cela ne suffit pas pour arrêter l'avancée des troupes Chinoises. Bayen Hu adopte une politique de la terre brûlée, incendiant les maisons et les récoltes et entraînant la population vers l'ouest de force avec son armée. Kin Shun (Jin Shun) avance a marche forcée et quelque part près de Luntai trouve une grande foule. Selon les sources de l'époque, il s'agirait de dizaines de milliers de personnes. Les soldats rebelles s'éloignent des civils et une bataille s'engage. Elle s’achève par la défaite des Kashgaris, qui s'enfuient à Kucha. Lorsque les Chinois arrivent à leur tour à Kucha, ils trouvent les habitants de la ville en train de combattre les rebelles, car ils refusent d'accompagner ces derniers vers l'ouest. Les Kashgariens engagent alors le combat avec les Chinois et, après une vive résistance, sont vaincus et s'enfuient, laissant 1 000 morts sur le champ de bataille. Un dépôt est installé par les Qing à Kucha et des efforts sont faits pour réparer les dégâts provoqués par Bayan Hu. Fin octobre, Chang Yao rassemble l'arrière-garde de son armée et reprend sa marche sur Aksou. Pendant ce temps, le général Zuo et l'armée principale sont restés inactifs au nord des montagnes. Il finit par traverser les monts Tien Shan et rejoint Chang. À ce stade de la campagne, les Chinois ont un si grand nombre d'hommes au sein de leur armée et les rebelles ont subi tellement de défaites que les cités d'Aksou et Uqturpan se rendent sans combattre. Le commandant d'Aksou a purement et simplement abandonné son poste, avant d’être capturé et exécuté par les rebelles. Kashgar est prise facilement le 17 décembre, Yarkand, Khotan et les dernières villes aux mains des rebelles tombant entre les mains des Qing peu de temps après.

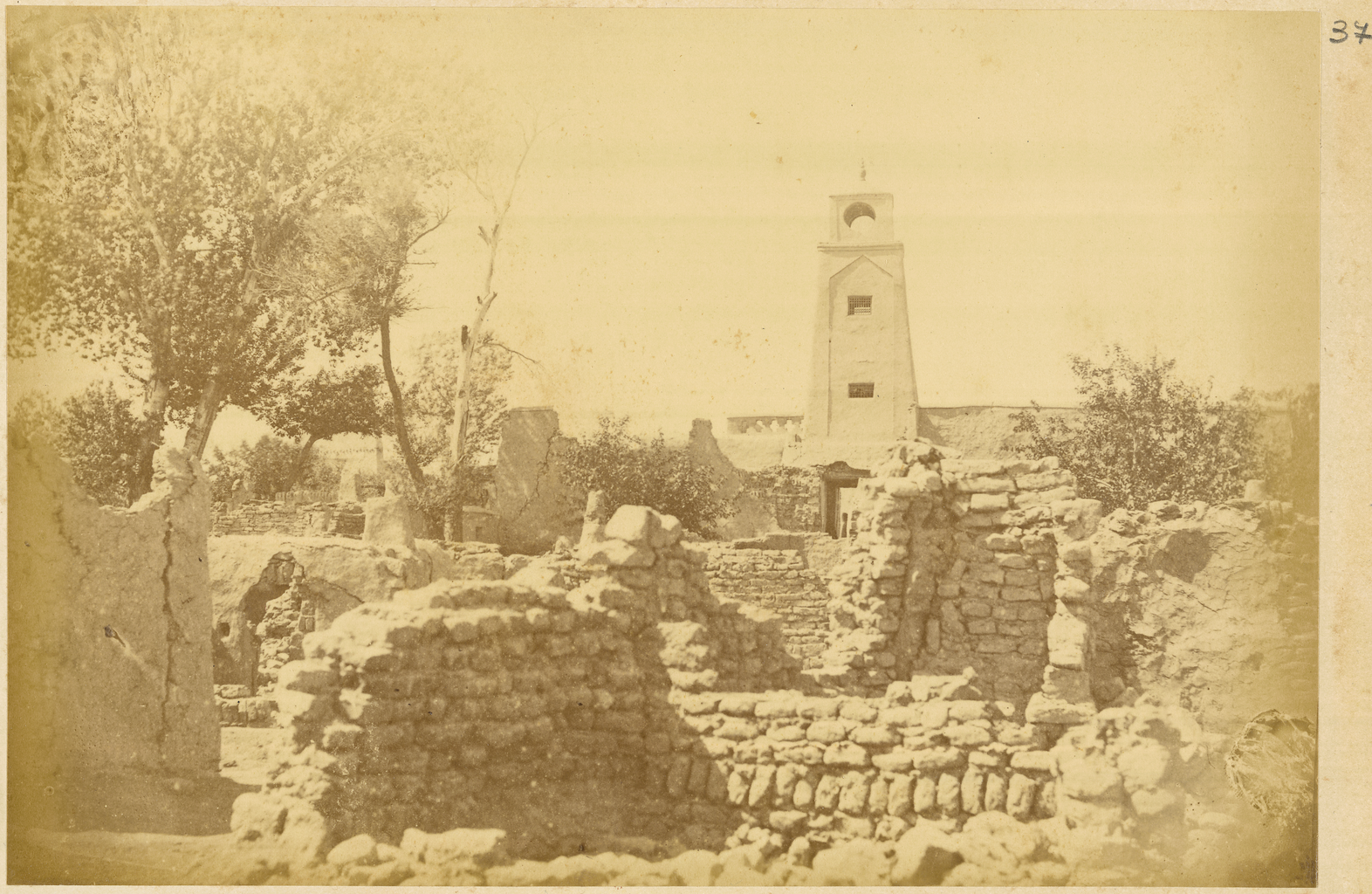
Ruines d'une mosquée à Hami détruite par les rebelles en 1872.

Comme aucune autre rébellion n'éclate, les autorités Qing commencent leur tâche de reprise en main et de réorganisation de la région. Les Qing décapitent des commandants turcs rebelles et torturent des officiers militaires turcs ottomans qui ont combattu avec les rebelles. Lorsque la capitale de la Kashgarie tombe, la plus grande partie des soldats de l'armée, sachant qu'ils ne peuvent s'attendre à aucune pitié de la part des autorités Qing, se réfugient en territoire russe, puis diffusent des informations faisant état de nouveaux massacres organisé par les Chinois. Cependant, en l'absence de preuves formelles, ces 'massacres" n'ont probablement existé que dans leur propre imagination.

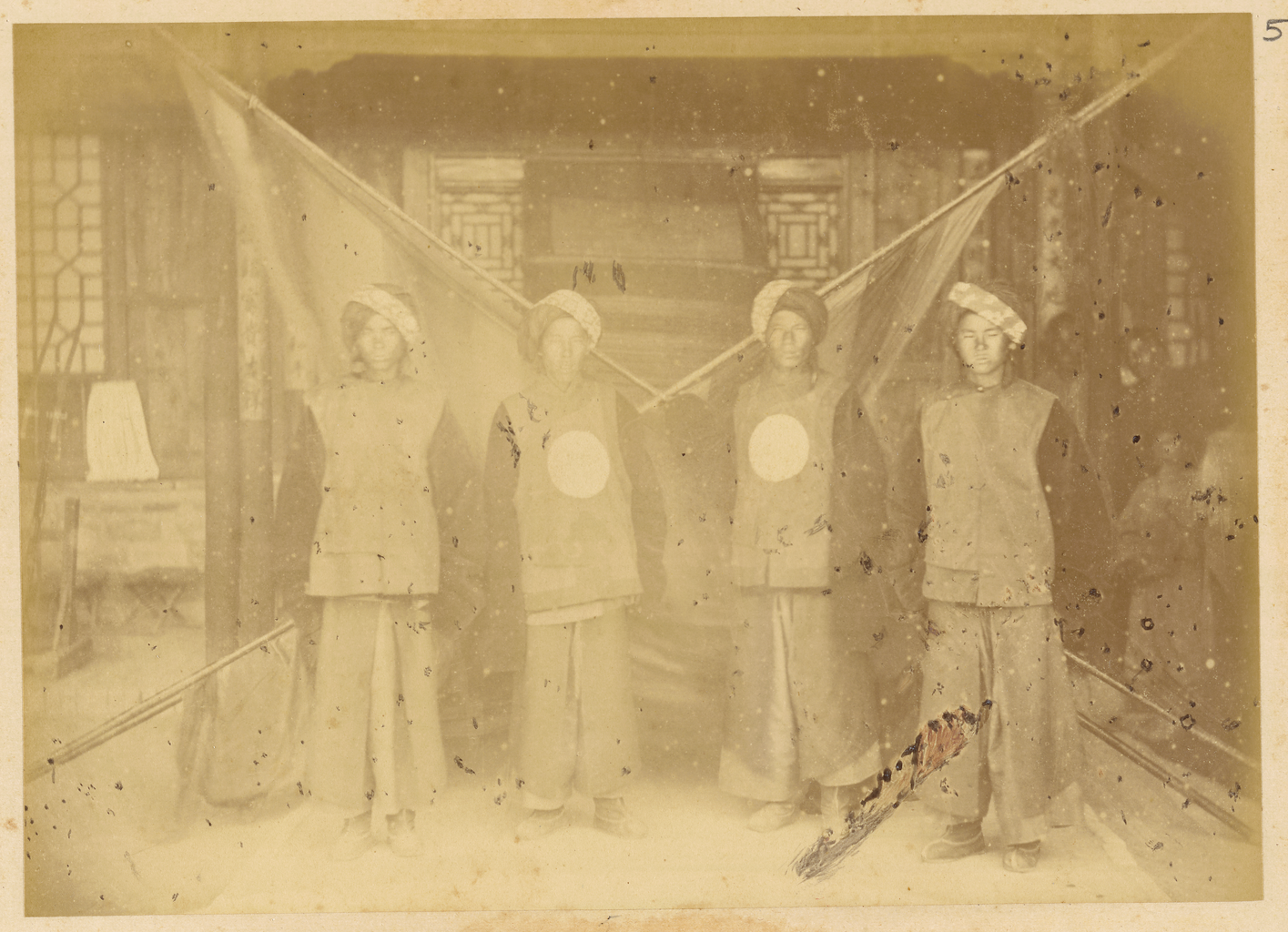
Soldats chinois en uniforme avec veste de laine, pantalon de velours recouvert d'une jupe et cheveux enveloppés de turbans à Hami, 1875.

Après la mort de Yaqub Beg, les soldats Qing capturent ses petits-enfants et ses fils. Parmi les petits-fils capturés se trouve Aisan Ahung, tandis que les fils capturés sont K'ati Kuli, Yima Kuli, et Maiti Kuli. Finalement, les quatre épouses, deux petites-filles, deux petits-fils et quatre fils de Yakuub Beg tombent entre les mains des Qing. Aisan Ahung, 5 ans, K'ati Kuli, 6 ans, Yima Kuli, 10 ans, et Maiti Kuli, 14 ans, sont envoyés en prison à Lanzhou. Comme punition post-mortem pour leur révolte, les cadavres d'Ishana Beg et de son père Yaqub Beg sont brulés et leurs cendres envoyées à Pékin,,. Ordre est également donné de ne plus entretenir les tombes de la famille Beg.
Quelque temps plus tard, la Chine écrase une tentative de révolte menée par Hakim Khan Tufl, ultime soubresaut des volontés indépendantistes du Xinjiang.

## Réactions locales
Le règne de Yaqub Beg est impopulaire au sein des populations locales. Un des Kashgaris, qui est un guerrier et le fils d'un chef, a commenté les conséquences des actions de Beg de la manière suivante "Sous la domination chinoise, il y avait tout, maintenant il n'y a plus rien." On note également une chute des échanges commerciaux durant cette période. Les Ouïghours de l'Altishahr en sont venus à considérer Yaqub Beg comme un étranger, tandis que les associés de ce dernier se sont comportés impitoyablement envers les Ouïghours locaux.
Un poème anti Yaqub Beg écrit par les Ouïghours durant le règne de ce dernier dit ceci :
De Pékin, les Chinois sont venus, comme des étoiles dans le ciel.
Les Andijanis se levèrent et s'enfuirent, comme des cochons dans la forêt.
Ils sont venus en vain et sont partis en vain, les Andijanis !
Ils sont partis effrayés et langoureusement, les Andijanis !
Chaque jour, ils prenaient une vierge.
Ils sont partis à la chasse aux beautés.
Ils jouaient avec les garçons qui dansaient,
Ce que la Sainte Loi a interdit.

## Réactions des Britanniques
À l'époque où se déroulent les faits, l'auteur britannique Demetrius Charles de Kavanagh Boulger déclare que la puissance de la dynastie Qing a été pleinement démontrée lors de cette campagne et que le prestige de cette dernière reste intact.

« Quel que soit le danger qui pèse sur la pérennité du triomphe des Qing, il vient davantage de la Russie que des peuples de Tian Shan Nan Lu, et il n'y a pas beaucoup de risques que les lauriers chinois s'effacent avant, même devant un ennemi européen. Zuo Zongtang et ses généraux comme Jin Shun et Chang Yao, ont accompli une tâche qui ferait honneur à toute armée et à tout pays. Ils ont donné un lustre à l'administration chinoise moderne qui doit lui être utile, et ils ont acquis une renommée personnelle qui ne disparaîtra pas facilement. La reconquête du Xinjiang par les Qing est sans aucun doute l'événement le plus remarquable qui se soit produit en Asie au cours des cinquante dernières années, et assurément l'accomplissement le plus brillant d'une armée chinoise, dirigée par des généraux chinois, depuis que l'empereur Qianlong a soumis le pays plus d'un siècle auparavant. Cela prouve également, d'une manière qui nous est plus que désagréable, que les Chinois possèdent une faculté d'adaptation qui doit être considérée comme un fait très important dans la politique quotidienne en Asie centrale. Ils ont reconquis Kashgaria avec des armes européennes et par une étude attentive de la science et de la technologie occidentales. Leurs soldats marchaient en obéissant aux instructeurs formés sur le principe prussien ; et leurs généraux manœuvraient leurs troupes selon les enseignements de Moltke et Manteuffel. Même dans des domaines aussi mineurs que l'utilisation des télescopes et des jumelles, nous avons pu trouver cette armée chinoise bien approvisionnée. Rien n'était plus absurde que l'image dessinée par un observateur trop sage de cette armée, composée de soldats fantastiquement vêtus sous la forme de dragons et d'autres aspects hideux. Tout cela appartenait à une théorie de l'ancien monde. Les troupes rebelles étaient aussi différentes que possible de toutes les armées chinoises précédentes en Asie centrale et ressemblaient en tous points à celles d'une puissance européenne. Ses triomphes remarquables s'expliquent principalement par la rigueur avec laquelle la Chine s'est adaptée aux conceptions occidentales. »

« Mais, bien que nos mains soient liées en Asie centrale, elles ne sont pas entravées à Pékin, et nous devrions certainement féliciter, si nous ne l'avons pas déjà fait, les Chinois pour leurs succès remarquables dans les régions du Tian Shan. Cette étape pourrait être porteuse de résultats bénéfiques et notre désir d'être en bons termes avec notre nouveau, mais aussi ancien, voisin pourrait être accueilli chaleureusement par les Chinois,. »

Ce constat d'une modernisation de l'armée chinoise, liée au mouvement d'auto-renforcement initié par les Qing, est en grande partie un leurre. Même si, pour un temps, la Chine réussit à donner le change à l'Occident, l'illusion va s'effondrer avec la débâcle des Qing lors de la première guerre sino-japonaise, et la gestion catastrophique de la révolte des Boxers. Finalement, la dynastie Qing disparaît moins d'un demi-siècle après le constat de Demetrius Charles de Kavanagh Boulger.

## Voir également
- Dix Grandes Campagnes
- Xinjiang sous la tutelle des Qing (en)
- Révolte des Dounganes

## Sources
- L'Extrême-Orient
- carte du domaine de Yaqub Beg dans le bassin du Tarim, des Hui (Confédération Tungani)en Dzoungarie et Urumqi, des Russes à Ili, et des Qing qui contrôlaient Hami et le Tibet